# Mistral-klass
För andra betydelser, se Mistral.
Mistral-klass är en klass av konventionellt drivna helikopterbärande hangarfartyg i den franska flottan. Hittills har tre fartyg sjösatts; Mistral (L9013) sjösattes 6 oktober 2004, Tonnerre (L9014) sjösattes 26 juli 2005 och Dixmude (L9015) sjösattes 17 september 2010.
Varje fartyg kan bära upp till 16 NH90 - eller Eurocopter Tiger helikoptrar och fyra landstigningsfarkoster. Man kan dessutom medföra 59 fordon, inklusive 13 Leclerc-stridsvagnar, eller en hel stridsvagnsbataljon med 40 stridsvagnar samt 450 soldater. Varje fartyg är också utrustat med ett sjukhus med 69 sängar och kan delta i driften av NATO:s stående styrkor, och FN:s eller EU:s fredsbevarande styrkor.
Fartygen har ett dieselelektriskt drivsystem bestående av fem dieselgeneratorer av typ V32 tillverkade av finländska Wärtsilä.
Framdrivningsanläggningen består av två roderpropellrar typ "Mermaid" om 7 MW vardera, som kan vridas 360 grader. Leverantören är Rolls-Royce i samarbete med det franska Converteam.

## Export
I februari 2010 meddelades att Ryssland kommer att få köpa ett fartyg av Mistral-klass från Frankrike. Julen 2010 meddelades det att Ryssland kommer att få köpa respektive tillverka fyra Mistral. Vladivostok (501) sjösattes 15 oktober 2013, finns i Frankrike och har testkörts av rysk besättning. Sevastopol byggs nu i Frankrike och ytterligare två ska i samarbete med Frankrike byggas i närheten av St Petersburg. Leverans stoppades dock efter att amerikanska ambassadören sagt att det vore olämpligt med tanke på situationen i Ukraina. I slutet av 2015 meddelades att Egypten köper de två fartyg planerade att exporteras till Ryssland, som istället bygger egna. Priset är 1,2 miljarder euro.